# 広瀬悦子
広瀬悦子（ひろせ えつこ、1941年11月9日 - ）は、茨城県生まれのヴァイオリン奏者。
岩本正蔵、久保田良作、斉藤秀雄、鷲見三郎に師事。1957年、桐朋学園高校を中退し、パリ国立高等音楽院に入学、ヴァイオリンをガブリエル・ブイヨンに、室内楽をジャック・フェヴリエにそれぞれ師事し、1958年に卒業。同年から1960年までヘンリク・シェリングに、1961年に江藤俊哉に指導を受け、桐朋学園大学助教授に就任、1981年からリヨン音楽院で指導をしている。
1955年以降、大阪フィルハーモニー交響楽団、東京交響楽団、日本フィルハーモニー交響楽団、ボルドー市立交響楽団、ブリュッセル交響楽団、パリ音楽院管弦楽団などと共演し、1959年以降、フランス各地、1961年以降日本でリサイタルを開催している。

## コンクール歴
- 1955年　14歳の時、第24回日本音楽コンクールで第1位。
- 1962年　パガニーニ国際音楽コンクールで第2位。
- 1962年　ロン＝ティボー国際コンクールで特別賞。